# 2009년 상무 피닉스 야구단 시즌
2009년 상무 피닉스 야구단 시즌은 상무 피닉스 야구단이 KBO 퓨처스리그에 참가한 9번째 시즌이다. 김정택 감독이 팀을 이끌었다. 팀은 북부리그 6팀 중 1위에 올라 창단 7번째 우승을 달성했으며, 전체 10팀 중 승률 1위를 기록했다.

## 타이틀
- 세계야구선수권대회 국가대표: 김건한, 강명구
- 퓨처스 올스타: 강성민, 김재환, 김정혁, 김문호
- 퓨처스 올스타전 홈런레이스 우승: 김재환
- 평균자책점: 김건한 (2.19)
- 완투: 최진호, 김건한 (2)
- 완봉: 김건한, 김강률 (1)
- 다승: 장진용 (10)
- 승률: 장진용 (0.909)
- 구원승: 박희수 (7)
- 탈삼진: 김건한 (101)
- 북부리그 최소 실점: 김건한 (37)
- 최소 자책점: 김건한 (29)
- 북부리그 최소 피안타: 박희수 (80)
- 타석: 유한준 (402)
- 타수: 유한준 (344)
- 타율: 강명구 (0.382)
- 출루율: 강명구 (0.460)
- 득점: 강명구 (85)
- 안타: 유한준 (128)
- 1루타: 강명구 (95)
- 타점: 유한준 (92)
- 도루: 강명구 (39)

## 선수단
- 투수 : 김건한, 장진용, 박희수, 김강률, 최진호, 이상화, 강성민, 김수화, 김기태, 이상훈, 이원희, 박현, 김성계, 이재율
- 야수 : 강명구, 유한준, 김주형, 김재환, 지석훈, 이정식, 김종호, 김문호, 김정혁, 정의윤, 김경모, 정희상, 모상기, 김성현, 박윤, 황선일, 정범모, 윤정호, 홍순민, 김동영

## 여담
- 유한준은 KBO 퓨처스리그 사상 최초로 단일 시즌 400타석을 달성했다.
- 팀은 2004년부터 6년 연속 우승을 달성하여 KBO 퓨처스리그 역대 최다 시즌 연속 우승을 달성했다.

## 같이 보기
- 2010년 상무 피닉스 야구단 시즌